# 6776 Дікс
6776 Дікс (6776 Dix) — астероїд головного поясу, відкритий 6 квітня 1989 року.
Тіссеранів параметр щодо Юпітера — 3,404.